# IC 366
IC 366 је елиптична галаксија у сазвјежђу Бик која се налази на листи објеката дубоког неба у Индекс каталогу.
Деклинација објекта је + 2° 21' 37" а ректасцензија 4h 19m 41,5s. Привидна величина (магнитуда) објекта IC 366 износи 14,7 а фотографска магнитуда 15,7. IC 366 је још познат и под ознакама CGCG 393-2, NPM1G +02.0138, PGC 14887.